# Tiran Nersoyan
Tiran Nersoyan (en arménien Տիրան Ներսոյան ; né à Antep le 23 août 1904 et mort à New York le 1er septembre 1989) est un patriarche arménien de Jérusalem élu mais non consacré en 1957-1958.